# Hollow Earth Expedition
Hollow Earth Expedition (deutsch etwa Hohlweltexpedition, oft kurz HEX) ist ein Pen-&-Paper-Rollenspiel, das sich thematisch mit der Hohlwelttheorie auseinandersetzt. Es erschien 2006 beim US-amerikanischen Verlag Exile Game Studio und wurde 2009 in deutscher Übersetzung beim Uhrwerk Verlag veröffentlicht. Außerdem ist eine französische Fassung erhältlich.

## Grundlegendes
Hollow Earth Expedition spielt in den 1930er-Jahren und vereinigt reale Gegebenheiten und Personen aus dieser Zeit mit fiktiven bzw. mythologischen Elementen, die teilweise fließend ineinander übergehen.
Die Zeit wird als Periode des grenzenlosen Vertrauens in die Wissenschaft und in die Technik dargestellt, in der Innovation und wissenschaftlicher Tatendrang als Triumph gefeiert wurden.

## Regelsystem
Das Regelsystem Ubiquity wurde ebenfalls von Exile Game Studio entwickelt und ist ein „Würfelpoolsystem“ mit einer fünfzigprozentigen Erfolgschance. Daraus resultiert, dass man zum Spielen im Prinzip jeden beliebigen Würfel benutzen kann, der eine gerade Anzahl von Flächen hat. Es wurden zusätzlich Spezialwürfel entwickelt, die die Anzahl der zu werfenden Würfel deutlich reduzieren sollen. Sie sind separat erhältlich.
Weitere Besonderheiten sind Stilpunkte, mit denen Spieler Zusatzwürfel für ihre Proben „kaufen“ können, sowie die Regel, dass man statt jeder Würfelprobe die Hälfte der zu werfenden Würfel als Erfolge beanspruchen kann. Neben dem Grundregelwerk sind noch einige Spielerweiterungen erschienen, die meisten davon bei Exile Game Studio.

### Geheimnisse der Oberwelt
Das Quellenbuch Geheimnisse der Oberwelt (Originaltitel: Secrets Of The Surface World) erschien im Januar 2008 und beinhaltet hauptsächlich Informationen für Kampagnen, die ganz oder in größeren Teilen auf der Oberwelt spielen. Es beschäftigt sich hauptsächlich mit neuen Talenten für die Charaktere, ausführlicheren Informationen zu Organisationen und zu Ausrüstung, einer Einführung in die Magie und der Abgedrehten Wissenschaft, die Detailinformationen zum Erstellen von verrückten Maschinen beinhaltet. Die deutsche Ausgabe erschien 2011.

### Mysterien der Hohlwelt
Das zweite Zusatzbuch Mysteries of the Hollow Earth erschien im Herbst 2010 und ist quasi das Gegenstück zu Geheimnisse der Oberwelt, da es hauptsächlich Informationen zur Hohlwelt beinhaltet. Außerdem werden darin neue Magieformen vorgestellt.
Laut Ankündigung des Uhrwerk-Verlags sollte die deutsche Ausgabe als Mysterien der Hohlwelt 2011 erscheinen.

### Sonstige Veröffentlichungen
Ebenfalls bei Exile Game Studio erschienen ein Spielleiterschirm und besagte Ubiquity-Würfel sowie Stilpunkte in Form von Pokerchips. Eine dritte Spielerweiterung mit dem Titel Revelations of Mars (deutsch Offenbarungen des Mars) befindet sich noch in der Produktion.
Außerdem sind bislang vier professionelle Abenteuer erschienen, die ebenfalls vom Uhrwerk Verlag übersetzt wurden.

## Die Spielwelt
Sowohl das Grundregelwerk als auch die Erweiterungen enthalten umfassende Informationen zur Spielwelt, die sich in zwei Teile gliedert: die Oberwelt, die im Wesentlichen der realen Erde im Jahr 1936 entspricht, und die Hohlwelt, eine fantastische Welt, die im Inneren der Erde zu finden ist. Grundidee des Spiels ist es, dass Charaktere aus der Oberwelt aus irgendwelchen – meist wissenschaftlichen – Gründen von der Oberwelt in die Hohlwelt gelangen. Dabei ist der Weg in die Hohlwelt viel einfacher als der wieder heraus.

### Die Oberwelt
Die meisten Oberweltbewohner vertrauen der Technik, die vor allem während und nach dem „Großen Krieg“ enormen Fortschritt erlangt hat, ganz enorm. Andererseits agiert das Okkulte sehr aktiv – besonders der Thule-Gesellschaft und anderen Aspekten des Dritten Reichs werden starke Tendenzen zum Okkultismus und sogar zur Nekromantie zugeschrieben. Abgesehen von diesen Punkten entspricht die Oberwelt der realen Welt des Jahres 1936 und die teils aus der Weltwirtschaftskrise hervorgegangenen unterschiedlichen Weltanschauungen wie Nationalsozialismus, Kommunismus und Demokratie belauern einander. 

### Die Hohlwelt
Es gibt eine Vielzahl von Möglichkeiten, in die Hohlwelt zu gelangen, die im Grundregelwerk vorgeschlagen werden, darunter Bohrmaschinen und Polaröffnungen.
Die Hohlwelt ist eine Welt im Inneren der Erde, die als eigenständiges und bis auf wenige Ausnahmen isoliertes Biotop darstellt wird, in dem prähistorische Tiere und Pflanzen leben. Sie ist damit vergleichbar mit Arthur Conan Doyles vergessener Welt. Neben der prähistorischen Flora und Fauna ist die Hohlwelt ebenfalls ein Spiegel der Menschheitsgeschichte, da es immer wieder Menschen aus der Außenwelt in die Hohlwelt verschlagen hat – darunter Piraten und Amazonen, auf die man bei Hohlweltabenteuern treffen kann. Da die Zeit in der Hohlwelt nur sehr langsam vergeht, bleiben ihre Bewohner praktisch ewig jung; sollten sie in die Oberwelt zurückkehren, werden sie jedoch feststellen, dass in ihrer Abwesenheit Jahrhunderte vergangen sind. Erschaffen wurde die Hohlwelt vor Jahrtausenden von der inzwischen untergegangenen Zivilisation von Atlantis, deren Ruinen und fortschrittlichen Maschinen jedoch erhalten geblieben sind und das vorrangige Ziel der Nazis darstellen.

### Charaktere
Die Charaktere, die wichtige Teile der Geschichte einnehmen, sind dem Durchschnittsmenschen überlegen und verkörpern in der Regel einen gewissen Archetypus von Mensch, beispielsweise „Verrückter Wissenschaftler“ oder „Hochnäsiger Professor“. Durch den Ergänzungsband Mysterien der Hohlwelt ist es dem Spieler zudem möglich, in die Rollen einer ganzen Reihe von exotischeren Hohlweltbewohnern wie Kannibalen oder Tiermenschen zu schlüpfen. In der Regel verfügt jeder Charakter über einen oder mehrere Nachteile körperlicher, geistiger oder sozialer Natur, die ihn insofern wieder vermenschlichen und Anhaltspunkte für Charakterspiel bieten sollen.

## Kritik an der deutschen Übersetzung
Die deutsche Ausgabe des Regelwerks in der Übersetzung des Uhrwerk Verlags wird dafür kritisiert, dass die Übersetzung offenbar nicht oder nicht ausreichend dem Lektorat vorgelegt wurde, sodass sich viele Detailfehler eingeschlichen haben. Einer der offensichtlichsten Fehler ist, dass zwei Beispielautoren auf dem Klappentext falsch geschrieben wurden („Vules Verne“ statt „Jules Verne“ und „Sir Arthus Conan Doyle“ statt „Sir Arthur Conan Doyle“). Ebenfalls auffällig ist, dass die englische Abkürzung ft. für die Längeneinheit Fuß scheinbar automatisch in „Fuß“ umgewandelt wurde, sodass einige Wörter auf „Fuß“ statt auf „ft.“ enden.